# Ľubo Virág
Ľubo Virág, rodným jménem Ľubomír Virág (20. listopadu 1955 Pata – 10. října 2024) byl slovenský zpěvák, hudebník, skladatel a textař romského původu. Byl spoluzakladatelem skupiny Zenit.

## Životopis
Narodil se v 20. listopadu 1955 v obci Pata. Vyrůstal u své babičky. Část života žil v obcích Šintava a Šoporňa. Od mládí se začal věnovat hudbě. Hrál na basu a bicí. V roce 1977 patřil mezi zakládající členy hudební skupiny Zenit. Po odchodu ze skupiny se začal věnovat sólové kariéře. Vystupoval i v zahraničí, kde strávil celkem osm let. Oženil se již ve svých sedmnácti letech. Kromě hudby zastával i několik jiných zaměstnání, včetně řidiče kamionu nebo pomocníka v kuchyni.
Jako hudebník spolupracoval s několika významnými českými a slovenskými hudebníky, mimo jiné s Karlem Gottem. Jako sólista působil v orchestrech Radio Bratislava Big Band, Fantasy Orchestra, Čarovné a Diabolské housle.
Zemřel 10. října roku 2024. Bylo mu 68 let. Pohřben byl o pět dní později v Šintavě, kde strávil část života.

## Diskografie
- Pre Michaelu (1997)
- Načo pôjdem domov (1998)
- Párty (2000)

- Idem domov (2001)
- Fantastica Italiana (2002)
- Najkrajšie rómske piesne (2004)
- V.I.P. GIPSY  (2008)
- Ľubo Virág a V.I.P. Gipsy (2009)
- Mamin spev (2013)
- Muškáty v oknách (2013)
- Celý život hral som v noci (2013)